# JR West série KiHa 189
La série KiHa 189 (キハ189系, KiHa 189-kei) est un type d'autorail à trois caisses exploité par la compagnie West Japan Railway Company (JR West) au Japon.

## Description
La série KiHa 189 a été fabriquée par le constructeur Niigata Transys à 7 exemplaires. Les rames comprennent 3 voitures et sont couplables entre-elles. L'aménagement intérieur de compose de sièges inclinables en disposition 2+2.

## Histoire
Les premiers autorails sont entrés en service le 7 novembre 2010.

## Affectation
Les autorails de la série KiHa 189 sont affectés aux services Limited Express Hamakaze (Osaka - Tottori) et Rakuraku Biwako (Osaka - Maibara). Depuis le 5 octobre 2024, une rame transformée effectue les trains touristiques Hana Akari.

## Galerie photos

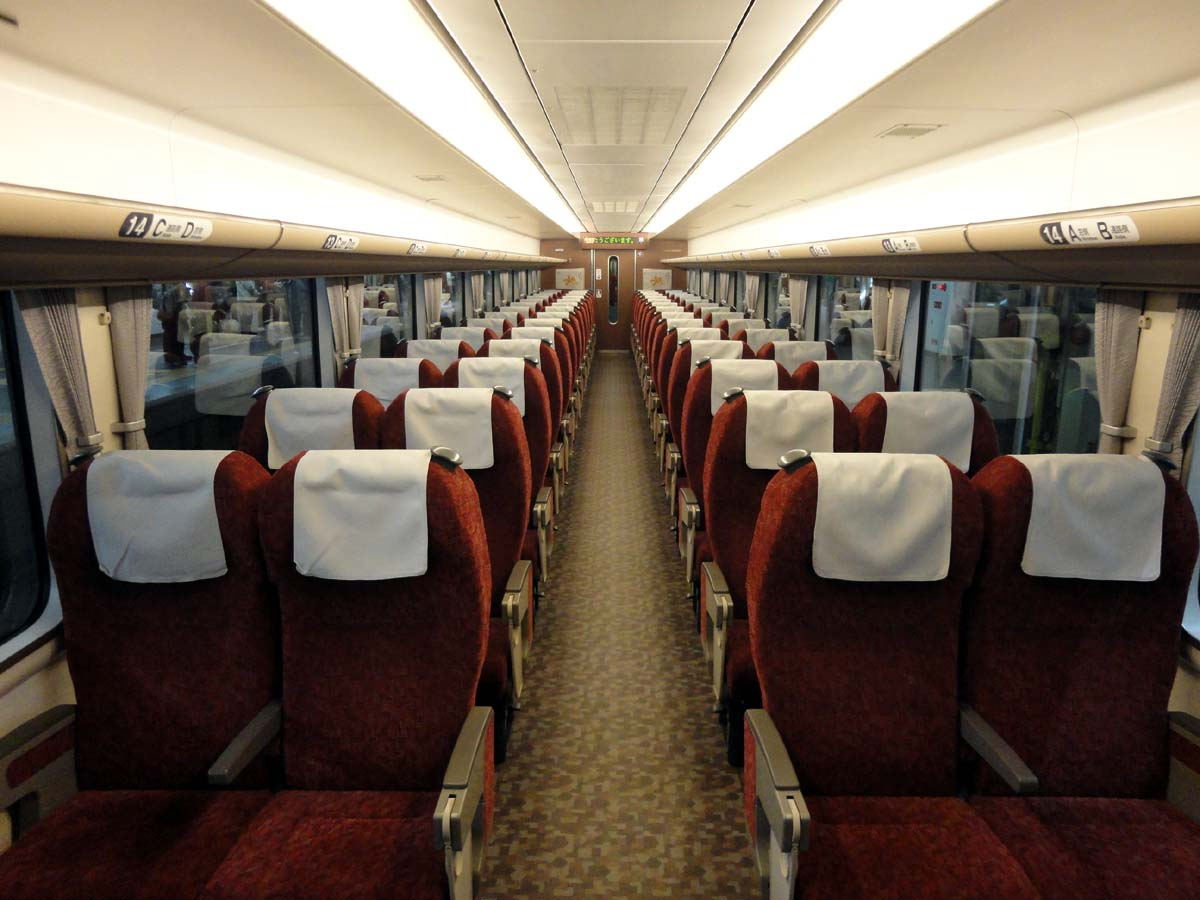
Intérieur d'une voiture.
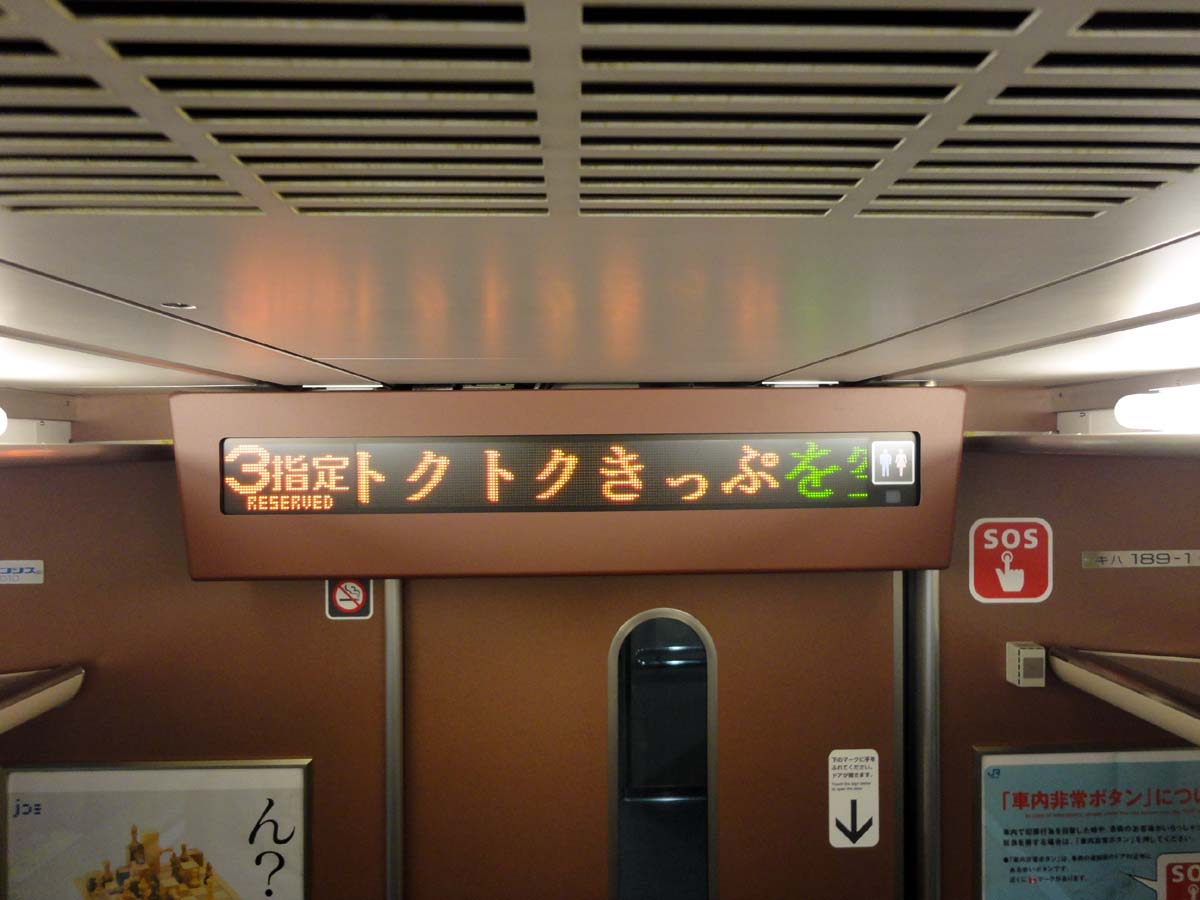
Information voyageurs.